# Prionotus murielae
Prionotus murielae és una espècie de peix pertanyent a la família dels tríglids.

## Descripció
- Fa 6 cm de llargària màxima.[5][6]

## Hàbitat
És un peix marí, demersal i de clima tropical que viu fins als 15 m de fondària.

## Distribució geogràfica
Es troba a l'Atlàntic occidental central: les Bahames.

## Observacions
És inofensiu per als humans.